# Réserve naturelle nationale de la tourbière alcaline de Marchiennes
La réserve naturelle nationale de la tourbière alcaline de Marchiennes (RNN334) est une réserve naturelle située en région Hauts-de-France. Classée en 2022, elle occupe une surface de 33,8 hectares et protège un ensemble de bas-marais alcalins.

## Localisation

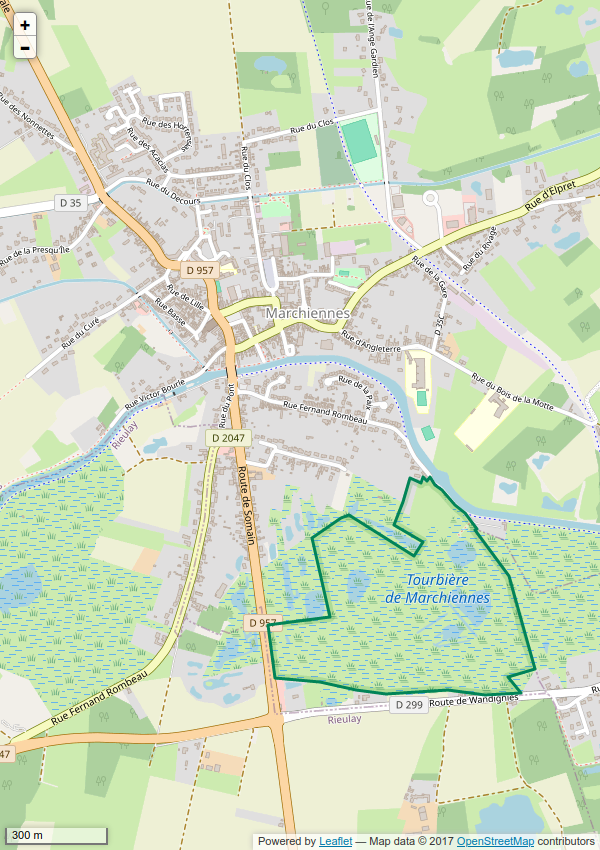
Périmètre de la réserve naturelle.

Le territoire de la réserve naturelle est dans le département du Nord, sur la commune de Marchiennes. Il se situe à quelques kilomètres des réserves naturelles régionales de la tourbière de Vred et du pré des Nonettes.

## Histoire du site et de la réserve
Le site a été exploité pour la tourbe. Il en subsiste un réseau de fossés ressemblant à des arêtes de poissons sur les vues aériennes.
La démarche de classement est initiée en 2019 dans le cadre de l’action numéro 35 du plan d’actions national biodiversité.

## Écologie (biodiversité, intérêt écopaysager…)
Le site constitue l’un des derniers bas-marais alcalins du nord de la France, intégré au sein d’une zone humide d’importance internationale labellisée Ramsar en février 2020. La tourbière est issue de la dégradation d’un système tourbeux alcalin oligotrophe, par eutrophisation due à la minéralisation partielle de la tourbe.

### Flore
Parmi les espèces floristiques recensées, on trouve la Grande douve et la Gesse des marais.

### Faune
Les batraciens comptent la Grenouille des champs (le site fait partie des 4 stations françaises).
L'avifaune compte le Butor étoilé et le Blongios nain.
Dans les invertébrés, on recense la Leucorrhine à gros thorax, le Vertigo de Des Moulins et l'araignée Dolomedes plantarius.

## Administration, plan de gestion, règlement

### Outils et statut juridique
La réserve naturelle a été créée par un décret du 28 janvier 2022.